# Епархия Вилья-Марии
Епархия Вилья-Марии (лат. Dioecesis Civitatis Mariae) — епархия Римско-Католической церкви с центром в городе Вилья-Мария, Аргентина. Епархия Вилья-Марии входит в митрополию Кордовы. Кафедральным собором епархии Вилья-Марии является церковь Непорочного Зачатия Пресвятой Девы Марии.

## История
11 февраля 1957 года Папа Римский Пий XII выпустил буллу «Quandoquidem adoranda», которой учредил епархию Вилья-Марии, выделив её из архиепархии Кордовы.

## Ординарии епархии
- епископ Alberto Deane, C.P.[1] (13.03.1957 — 15.04.1977);
- епископ Cándido Genaro Rubiolo (15.04.1977 — 11.10.1979), назначен архиепископом Мендосы;
- епископ Alfredo Guillermo Disandro (16.04.1980 — 23.06.1998);
- епископ Roberto Rodríguez (23.06.1998 — 24.05.2006), назначен епископом Ла-Риохи;
- епископ José Ángel Rovai (3.10.2006 — 28.02.2013);
- епископ Samuel Jofré (с 28 февраля 2013 года).